# Elista
Elista (russisch Элиста́; kalmückisch Элст, Elst) ist eine Stadt im Süden Russlands und die Hauptstadt der Teilrepublik Kalmückien. Gegründet 1865 hat die Stadt 103.749 Einwohner (Stand 14. Oktober 2010).

## Geografie
Elista liegt im Westen Kalmückiens in den Jergenihügeln, mitten in einer Steppenlandschaft zwischen Wolgograd im Norden und dem Kaspischen Meer im Süden.
Klimadiagramm siehe rechts unten

## Geschichte

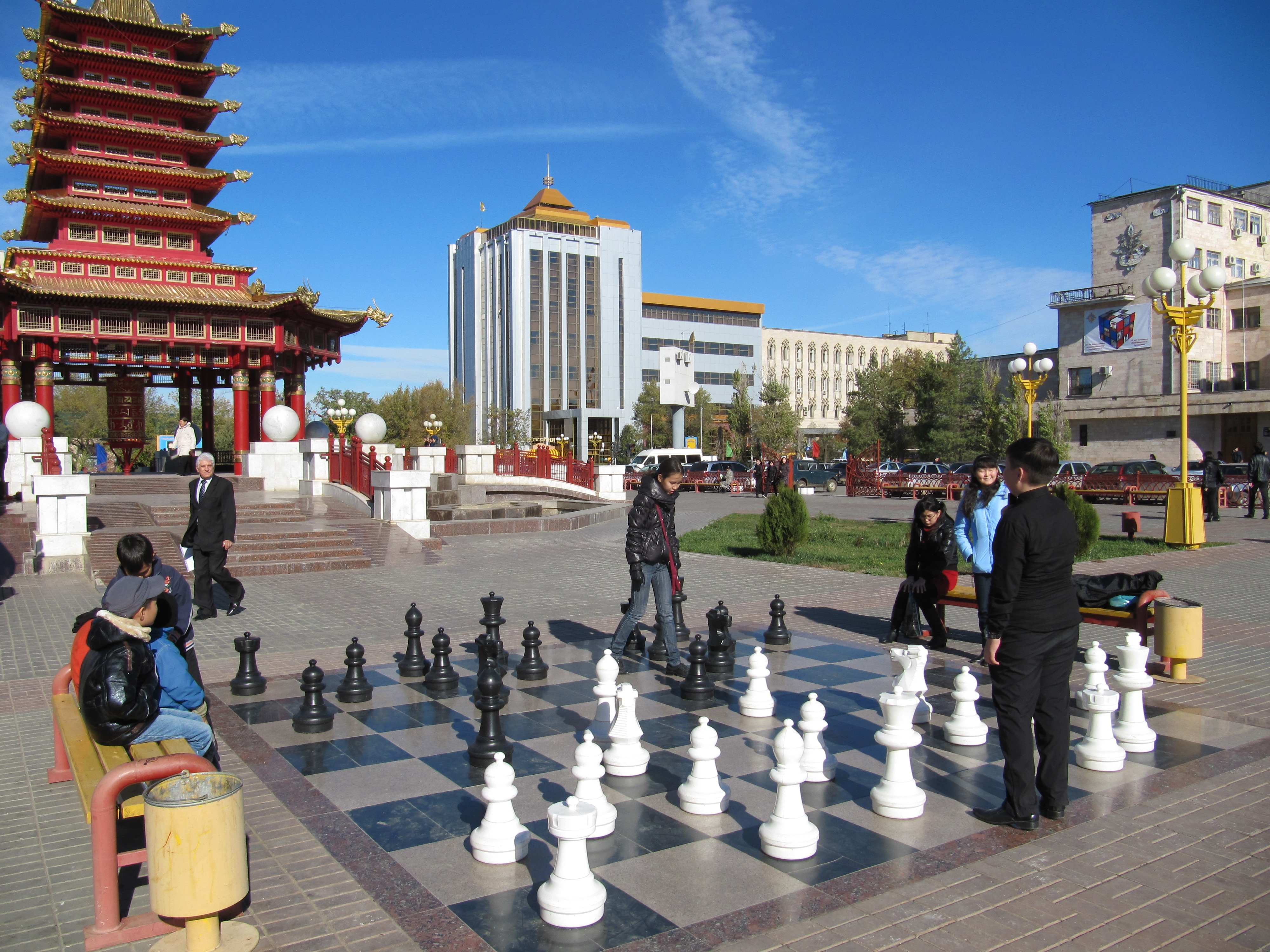
Der Lenin-Platz in Elista mit einem Großschachbrett und einem pagodenähnlichen Bau

Das heutige Elista wurde 1865 gegründet und war ursprünglich eine kleine Siedlung innerhalb des Gouvernements Astrachan des Russischen Kaiserreichs. Der Name Elista ist ein Hydronym des nahen gleichnamigen Flüsschens, dessen Name wiederum kalmückischen Ursprungs ist und so viel wie „Sand“ oder „sandig“ bedeutet. Bis zur Oktoberrevolution 1917 hatte Elista im Wesentlichen nur als Viehhandelsplatz Bedeutung.
1927 begann die Errichtung einer Stadt auf Basis des bestehenden Dorfes. Bereits 1928 wurde Elista zur Hauptstadt der neu gebildeten Kalmückischen Oblast erklärt und erhielt 1930 das Stadtrecht. 1935 wurde die Kalmückische Oblast zur Autonomen Sowjetrepublik Kalmückien, deren Hauptstadt Elista wurde.
Während ihres Vormarsches entlang der Nordflanke des Kaukasus in Richtung Kaspisches Meer besetzten deutsche Truppen der Heeresgruppe A am 13. August 1942 die Stadt, die in den folgenden Wochen als Ausgangspunkt mehrerer Erkundungsvorstöße in die Kalmückensteppe diente. Zahlreiche Kalmücken dienten als Freiwillige für die deutsche Wehrmacht
(u. a. im Kalmückischen Kavalleriekorps), da sie sich dadurch Besserungen gegen die die sowjetische Unterdrückung und gegen die Behinderung ihrer buddhistischen Religion erhofften. Auf dem deutschen Rückzug wurde Elista am 1. Januar 1943 von der Armeegruppe Hoth geräumt und in Brand gesteckt. Viele Kalmücken zogen mit der Wehrmacht auf ihrem Rückmarsch nach Westen mit und kämpften auf deutscher Seite weiter.
Zwischen 1944 und 1957 wurden die Kalmücken auf Anweisung Stalins nach Sibirien vertrieben, da ihnen Kollaboration mit der deutschen Wehrmacht während des Zweiten Weltkriegs vorgeworfen wurde. In dieser Zeit trug Elista den Namen Stepnoi (Степной, zu deutsch „Steppenstadt“). 1958, ein Jahr nach der Rehabilitation der Kalmücken, wurde die Autonome Sowjetrepublik Kalmückien wieder gebildet.
Im September 2019 wurde Dmitri Wiktorowitsch Trapesnikow, der ehemalige „Interims-Präsident“ der selbstproklamierten und international nicht anerkannten Volksrepublik Donezk (DNR) gegen den Protest der Bevölkerung zum Bürgermeister ernannt.

### Bevölkerungsentwicklung
| Jahr | Einwohner |
| ---- | --------- |
| 1939 | 17.128    |
| 1959 | 23.171    |
| 1970 | 49.827    |
| 1979 | 70.282    |
| 1989 | 89.695    |
| 2002 | 104.254   |
| 2010 | 103.749   |

Anmerkung: Volkszählungsdaten

## Wirtschaft
Die Stadt dient vor allem als Verwaltungs-, Bildungs- und Handelszentrum. Die Industrie Kalmückiens ist nicht stark ausgeprägt, jedoch dominiert durch zwei große Erdöl und Gas verarbeitenden Unternehmen der Republik. Die restliche Wirtschaft besteht vorwiegend aus vielen kleineren Betrieben der Lebensmittelverarbeitung und vielen Firmen im Dienstleistungssektor. Insgesamt ist Kalmückien landwirtschaftlich dominiert.

## Verkehr
Straße
Die wichtigste Straßenverbindung von und nach Elista ist die Magistrale M6, die von Kaschira (bei Moskau) nach Astrachan (unweit des Kaspischen Meeres) führt.
Eisenbahn
Elista besitzt einen Bahnhof; seit 2008 gibt es jedoch keinen Personenverkehr von oder nach Elista mehr. Vor 2006 war Elista Endpunkt einer Strecke von Stawropol, und bis 2008 gab es umsteigefreie Kurswagen Moskau–Elista, die ab dem Moskauer Pawelezer Bahnhof verkehrten.
Vor der Finanzkrise 2008 gab es Pläne, neue Bahnverbindungen nach Astrachan und Wolgograd zu bauen; erstere Verbindung würde den Transit von Waren aus China/Zentralasien ans Schwarze Meer bedeutend beschleunigen, zweitere Linie könnte helfen, den Bustransport zu reduzieren; beide Projekte mit 240 bzw. 180 Kilometern Länge sind jedoch momentan nicht in konkreter Planung und werden in absehbarer Zeit kaum verwirklicht.
Flughafen

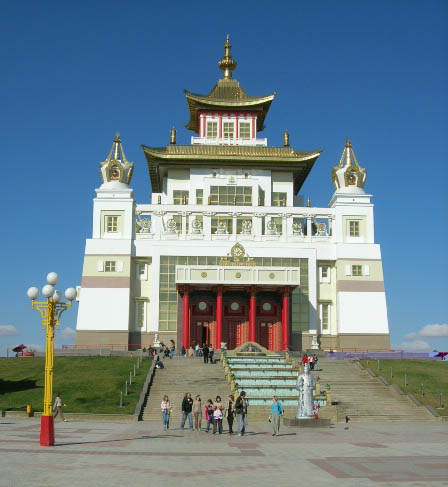
Buddhistischer Tempel in Elista

Elista besitzt einen kleinen Flughafen, welcher dreimal in der Woche von Moskau-Domodedowo aus angeflogen wird.

## Sehenswürdigkeiten
Als Hauptstadt Kalmückiens ist Elista die einzige Stadt im geographischen Europa mit einer buddhistisch geprägten Kultur. Somit ist die Stadt ein Anziehungspunkt für buddhistisch interessierte Touristen aus aller Welt. Die Symbiose aus östlichen und westlichen Kulturen stellt eine der Besonderheiten des Lokalkolorits dar.
- Burkhan Bakshin Altan Sume (Churul) – ein großer buddhistischer Tempel, gebaut 2005. Hier befindet sich die gegenwärtig höchste Buddha-Statue (9 Meter) Europas.

- Park Druschba: Zu den weiteren Sehenswürdigkeiten in Elista zählt der Park 'Druschba' (zu deutsch „Freundschaft“) mit einem 1965 errichteten Kriegsmahnmal, sowie ein vom Bildhauer Ernst Neiswestny entworfenes Denkmal zur Erinnerung an die Vertreibung des kalmückischen Volkes in der Nachkriegszeit.
- City Chess – eine „Stadt“ bzw. ein Stadtteil, gebaut für die Schach-Olympiade im Jahr 1998.

## Kultur

### Schach
Seit den 1990er-Jahren gilt Elista zudem als Schach-Zentrum mit einem vom langjährigen Republikspräsidenten und Schachspieler Kirsan Iljumschinow initiierten Geschäfts- und Hotelzentrum Chess City. Die erste Weltmeisterschaft in Elista fand 1996 statt. Das Zentrum Chess City wurde 1998 fertiggestellt und war im gleichen Jahr Austragungsort der Schacholympiade. Im September und Oktober 2006 wurde in dem Komplex der Vereinigungskampf der beiden Schachweltmeistertitel Klassischer Weltmeister, Wladimir Kramnik, und FIDE-Weltmeister, Wesselin Topalow, ausgetragen.

## Bildung
Bildung hat einen hohen Stellenwert in Kalmückien. Mit der Staatlichen Kalmückischen Universität ist Elista eine Hochschulstadt. Zu den weiteren Bildungseinrichtungen zählen ein Automobiltechnikum, ein medizinisches College sowie mehrere Berufsschulen, Lyzeen und Gymnasien. Viele Kalmücken streben eine Hochschulausbildung fern von der Heimat und schaffen es in die führenden Universitäten und Hochschulen des Landes.

## Persönlichkeiten
Söhne und Töchter:
- Wladimir Waskin (1941–2022), Bildhauer und Hochschullehrer
- Larissa Judina (1945–1998), Journalistin
- Kirsan Iljumschinow (* 1962), Politiker und Sportfunktionär
- Ljudmila Bodnijewa (* 1978), Handballspielerin und -trainerin
- Baira Kowanowa (* 1987), Schachspielerin
- Sanan Sjugirow (* 1993), Schachgroßmeister
- Mingijan Bewejew (* 1995), Fußballspieler
- Alina Makarenko (* 1995), Rhythmische Sportgymnastin

## Klimatabelle
|                       | Jan  | Feb  | Mär  | Apr  | Mai  | Jun  | Jul  | Aug  | Sep  | Okt  | Nov | Dez  |   |      |
| Mittl. Tagesmax. (°C) | −2,9 | −2,0 | 4,7  | 16,4 | 23,6 | 28,1 | 30,9 | 29,6 | 23,5 | 14,3 | 6,3 | 0,5  | ⌀ | 14,5 |
| Mittl. Tagesmin. (°C) | −8,8 | −8,4 | −2,8 | 5,1  | 11,2 | 15,7 | 18,3 | 16,7 | 11,7 | 4,6  | 0,2 | −4,4 | ⌀ | 5    |
|                       |      |      |      |      |      |      |      |      |      |      |     |      |   |      |
| Niederschlag (mm)     | 25   | 18   | 17   | 22   | 37   | 50   | 40   | 31   | 29   | 23   | 28  | 29   | Σ | 349  |
|                       |      |      |      |      |      |      |      |      |      |      |     |      |   |      |
| Regentage (d)         | 6    | 5    | 5    | 4    | 5    | 6    | 5    | 4    | 4    | 4    | 6   | 8    | Σ | 62   |

| −8,8 |

| −8,4 |

| −2,8 |

| 5,1 |

| 11,2 |

| 15,7 |

| 18,3 |

| 16,7 |

| 11,7 |

| 4,6 |

| 0,2 |

| −4,4 |

| −8,8 |

| −8,4 |

| −2,8 |

| 5,1 |

| 11,2 |

| 15,7 |

| 18,3 |

| 16,7 |

| 11,7 |

| 4,6 |

| 0,2 |

| −4,4 |